# Liste der Baudenkmäler in Ernsgaden

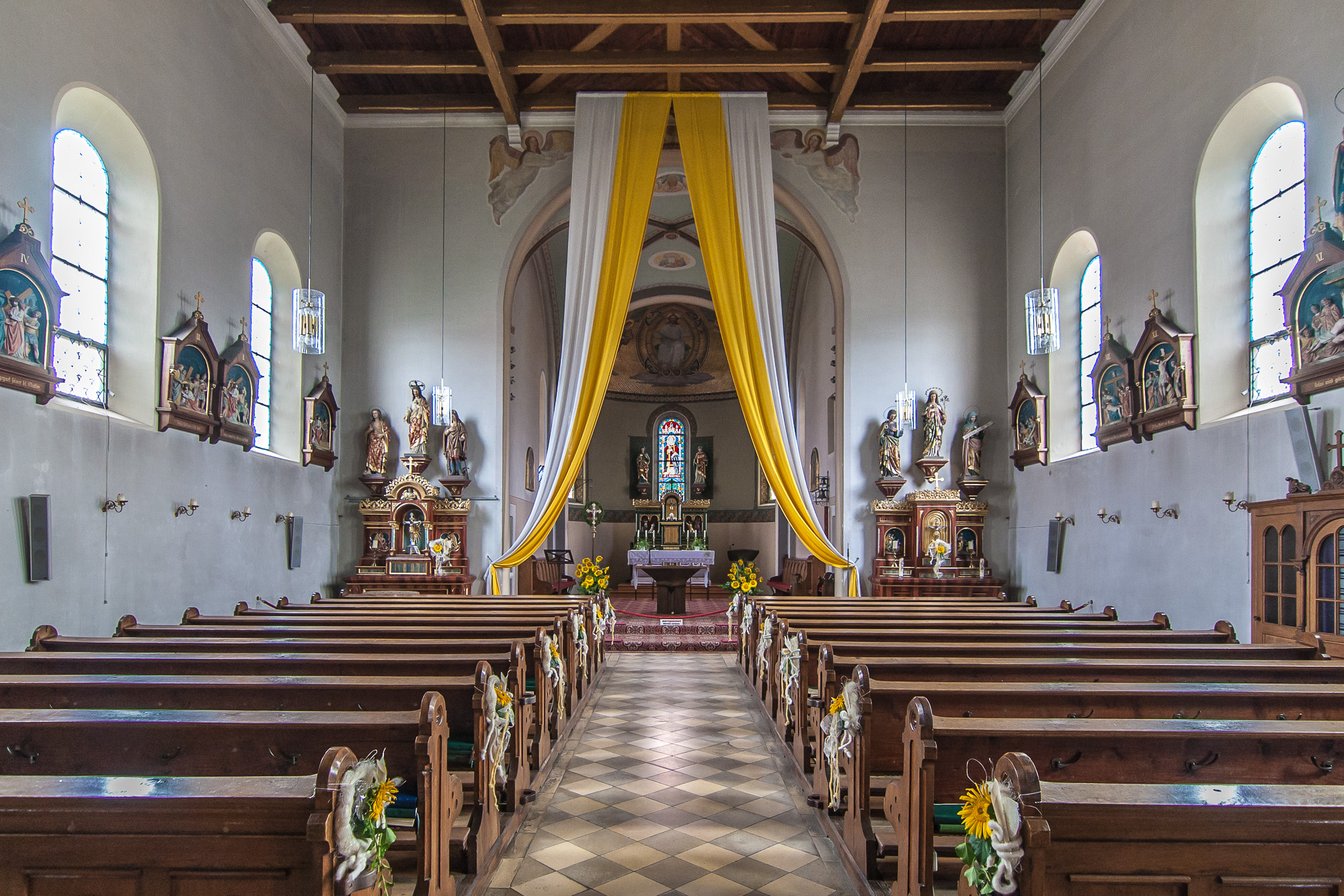
Kirchenschiff von St. Laurentius in Ernsgaden

Auf dieser Seite sind die Baudenkmäler in der oberbayerischen Gemeinde Ernsgaden zusammengestellt. Diese Tabelle ist eine Teilliste der Liste der Baudenkmäler in Bayern. Grundlage ist die Bayerische Denkmalliste, die auf Basis des Bayerischen Denkmalschutzgesetzes vom 1. Oktober 1973 erstmals erstellt wurde und seither durch das Bayerische Landesamt für Denkmalpflege geführt wird. Die folgenden Angaben ersetzen nicht die rechtsverbindliche Auskunft der Denkmalschutzbehörde.

## Baudenkmäler
| Lage                             | Objekt                                 | Beschreibung | Akten-Nr.             | Bild           |
| -------------------------------- | -------------------------------------- | --- | --------------------- | -------------- |
| Geisenfelder Straße 9 (Standort) | Gasthof Zum Jägerwirt                  | zweigeschossiger, giebelständiger und verputzter Greddachbau mit Putzgliederung und Erker mit Sonnenuhr, 1. Hälfte 18. Jahrhundert | D-1-86-116-2 Wikidata | weitere Bilder |
| Hauptstraße 7 (Standort)         | Katholische Pfarrkirche St. Laurentius | verputzte, reich gegliederte Saalkirche mit eingezogenem, halbrund geschlossenem Chor und seitlichen Turm mit Spitzhelm, Langhaus mit Bretter-Balkendecke, Chor mit kreuzrippengewölbtem Vorchor und Apsis, neuromanisch, 1887–89; mit Ausstattung | D-1-86-116-1 Wikidata | weitere Bilder |
| Pfarrstraße 1 (Standort)         | Pfarrhof mit Ökonomiegebäude           | zweigeschossiger, verputzter Steilsatteldachbau in Ecklage mit Putzgliederung, 1730; Ökonomiegebäude, erdgeschossiger, verputzter Steilsatteldachbau, gleichzeitig                                                                                 | D-1-86-116-4 Wikidata | weitere Bilder |